# Milana Keller
Milana 'Keller' Bogolepova (3 de septiembre de 1986) es una modelo rusa.
En 2004, Milana debutó en el evento de otoño de Louis Vuitton en París. Desfiló para grandes marcas, como; Chanel, Christian Dior, Christian Lacroix, Dolce & Gabbana, Elie Saab, Giorgio Armani, Givenchy, Gucci, Jean Paul Gaultier, Valentino, y Versace. En junio de 2005, Milana figuró en su primer portada de revista para Italian Amica repitiendo por segunda vez en 2011, siendo fotografiada por Nadir. En febrero de 2008, Milana apareció en la portada de Vogue España y en mayo de 2009, en la versión Latinoamericana de Vogue. En junio de 2008, figuró en la portada de Elle Reino Unido, fotografiada por Matthias Vriens.
Keller fue el rostro de Gucci en la campaña de 2007 primavera/verano (junto a Freja Beha Erichsen, Mathias Lauridsen y Nicolas Bemberg) fotografiada por Craig McDean.